# Comité de la prévention et de la précaution
Pour les articles homonymes, voir CPP.
Le Comité de la Prévention et de la Précaution (ou CPP) est une des instances consultatives qui contribuent (depuis le 30 juillet 1996) au processus démocratique en France en rendant des avis et des expertises indépendantes, sur des questions de santé et de sécurité publique. Il répond aux questions du Gouvernement, mais peut aussi s'auto-saisir d'une question relevant de son champ de compétence. Il rend ses avis publics, notamment via des Conférences de Presse et son site internet.

## Mission
En amont de la création de lois et du contrôle, après analyse des données de la recherche nationale et internationale, et en se basant sur les connaissances scientifiques et techniques du moment, il recommande au ministre chargé de l'Environnement de nouvelles actions, avec un triple objectif :
- contribuer à mieux fonder les politiques du Ministère chargé de l’environnement sur les principes de prévention et de précaution ;
- exercer une fonction de veille, d’alerte et d’expertise pour les problèmes de santé liés aux perturbations de l’environnement ;
- faire le lien entre, d’une part, les actions de recherche et la connaissance scientifique et, d’autre part, l’action réglementaire. »

Il émet des avis et des recommandations. Il se réunit en séance plénière tous les mois, en auditionnant des personnes compétentes invitées, s'il en est besoin. Le CPP procède ainsi à des auditions de scientifiques réputés sur les questions qu’il traite, ou entend des représentants du MEDD chargés d’élaborer les dossiers connexes aux saisines.

## Nature juridique
Il a été institué par un arrêté ministériel du 30 juillet 1996.
Son fonctionnement est cadré par un règlement intérieur validé par ses membres, sous l'autorité d'un président (en 2007 c'est le Professeur Alain Grimfeld). Ce comité n'a aucun pouvoir de décision.

## Fonctionnement
Le président anime le comité qui fonctionne en groupes de travail avec une vingtaine de personnalités scientifiques « reconnues pour leur compétence dans les domaines de l’environnement et de la santé » qui composent le comité, dans un esprit de pluridisciplinarité. 
Le Président et tous les membres sont nommés par le Ministre de l’Écologie, du Développement Durable et de l'Énergie (MEDAD). 

## Moyens
Le comité dispose d'un portail internet , et d'un secrétariat, hébergés par son ministère de tutelle. 
Son secrétariat scientifique est assuré par la Direction des Études Économiques et de l’Évaluation Environnementale du MEDAD.

## Sujets traités
Le comité a par exemple rendu des avis sur 
- les risques induits par les incinérateurs d'ordures ménagères [1],
- les micro ou nanoparticules [2],
- le radon,
- les dioxines,
- les nitrates,
- la pollution des sols (notamment par les pesticides et phytosanitaires ou leurs métabolites et produits de dégradation), les OGM,
- les éthers de glycol,
- l’usine Métaleurop Nord,
- les perturbateurs endocriniens [3].

Il a aussi donné un avis et des recommandations sur 
- l'expertise à mener en cas d’accident industriel pour améliorer l’analyse des risques et dangers  [4],
- les orientations du Plan National Santé Environnement (PNSE) [5],
- le programme de recherche en Environnement et Santé que l’Agence française de sécurité sanitaire de l'environnement et du travail porte [6].

- le principe de précaution [7], à l'occasion de l'adossement à la Constitution française de la Charte de l'environnement, soulignant que le principe de précaution était avant tout un « principe d’action et un outil décisif pour une bonne gestion des risques écologiques et sanitaires »[8].

- Les propositions du Groupe 3 du Grenelle de l’Environnement « Instaurer un environnement respectueux de la santé »

- La décision publique face à l’incertitude : clarifier les règles, améliorer les outils.

Dans les domaines « santé-environnement » et « santé-travail » (auto-saisine), il a recommandé :
- « d'orienter la recherche selon des besoins plus divers et plus vastes que ceux exprimés par les seules entreprises ;
- de mieux articuler recherche et besoins de la société ;
- d'encourager la recherche interdisciplinaire (avec un décloisonnement des disciplines et une évolution profonde des structures et de l’administration de la recherche) ;
- de pérenniser l’effort public de recherche (notamment dans les champs santé-environnement et santé-travail). »